# Бристоль (Вермонт)
Бристоль (англ. Bristol) — місто (англ. town) в США, в окрузі Еддісон штату Вермонт. Населення — 3782 особи (2020).

### Клімат
| Клімат : Бристоль       | Клімат : Бристоль | Клімат : Бристоль | Клімат : Бристоль | Клімат : Бристоль | Клімат : Бристоль | Клімат : Бристоль   | Клімат : Бристоль   | Клімат : Бристоль   | Клімат : Бристоль   | Клімат : Бристоль | Клімат : Бристоль | Клімат : Бристоль | Клімат : Бристоль |
| Показник                | Січ.              | Лют.              | Бер.              | Квіт.             | Трав.             | Черв.               | Лип.                | Серп.               | Вер.                | Жовт.             | Лист.             | Груд.             | Рік               |
| Середній максимум, °C   | −3,6              | −1,6              | 3,1               | 10,6              | 17,7              | 22,3                | 24,6                | 23,6                | 19,4                | 12,6              | 6,4               | −0,4              | 11,3              |
| Середня температура, °C | −9,2              | −7,6              | −2,8              | 5,0               | 11,6              | 16,4                | 18,8                | 17,8                | 13,4                | 7,1               | 1,6               | −5,3              | 5,6               |
| Середній мінімум, °C    | −14,8             | −13,6             | −8,6              | −0,6              | 5,5               | 10,6                | 12,9                | 12,1                | 7,4                 | 1,5               | −3,1              | −10,2             | 0,0               |
| Норма опадів, мм        | 71.1              | 61.0              | 78.7              | 96.5              | 111.8             | 116.8               | 127.0               | 137.2               | 104.1               | 127.0             | 104.1             | 88.9              | 1219.2            |
| Днів з опадами          | 15,8              | 12,5              | 14,7              | 13,8              | 15,1              | 15,0                | 13,1                | 12,8                | 12,2                | 14,5              | 14,9              | 16,1              | 170,5             |
| Днів зі снігом          | 13,3              | 10,3              | 10,4              | 4,0               | 0,4               | {{{Jun snow days}}} | {{{Jul snow days}}} | {{{Aug snow days}}} | {{{Sep snow days}}} | 1,2               | 5,7               | 12,5              | 57,8              |
| ----------------------- | ----------------- | ----------------- | ----------------- | ----------------- | ----------------- | ------------------- | ------------------- | ------------------- | ------------------- | ----------------- | ----------------- | ----------------- | ----------------- |
| Джерело:                |                   |                   |                   |                   |                   |                     |                     |                     |                     |                   |                   |                   |                   |

## Демографія
Згідно з переписом 2010 року, у місті мешкали 3894 особи в 1585 домогосподарствах у складі 1051 родини. Було 1691 помешкання
Расовий склад населення:
| - 96,7 % — білих - 0,7 % — азіатів - 0,2 % — чорних або афроамериканців - 0,1 % — корінних американців |

До двох чи більше рас належало 1,7 %. Частка іспаномовних становила 1,2 % від усіх жителів.
За віковим діапазоном населення розподілялося таким чином: 22,3 % — особи молодші 18 років, 63,7 % — особи у віці 18—64 років, 14,0 % — особи у віці 65 років та старші. Медіана віку мешканця становила 41,9 року. На 100 осіб жіночої статі у місті припадало 98,2 чоловіків;  на 100 жінок у віці від 18 років та старших — 96,6 чоловіків також старших 18 років.
Середній дохід на одне домашнє господарство  становив 63 896 доларів США (медіана — 51 417), а середній дохід на одну сім'ю — 73 435 доларів (медіана — 68 950). Медіана доходів становила 36 053 долари для чоловіків та 42 415 доларів для жінок. За межею бідності перебувало 6,0 % осіб, у тому числі 7,7 % дітей у віці до 18 років та 1,4 % осіб у віці 65 років та старших.
Цивільне працевлаштоване населення становило 2072 особи. Основні галузі зайнятості: освіта, охорона здоров'я та соціальна допомога — 32,1 %, виробництво — 14,7 %, будівництво — 12,5 %, роздрібна торгівля — 10,7 %.